# San Juan (distrito de Santa)
O Distrito peruano de San Juan é um dos treze distritos que formam a Província de Santa, situada em Ancash, pertencente a Região de Ancash.